# آناتولی اسکافرونسکی

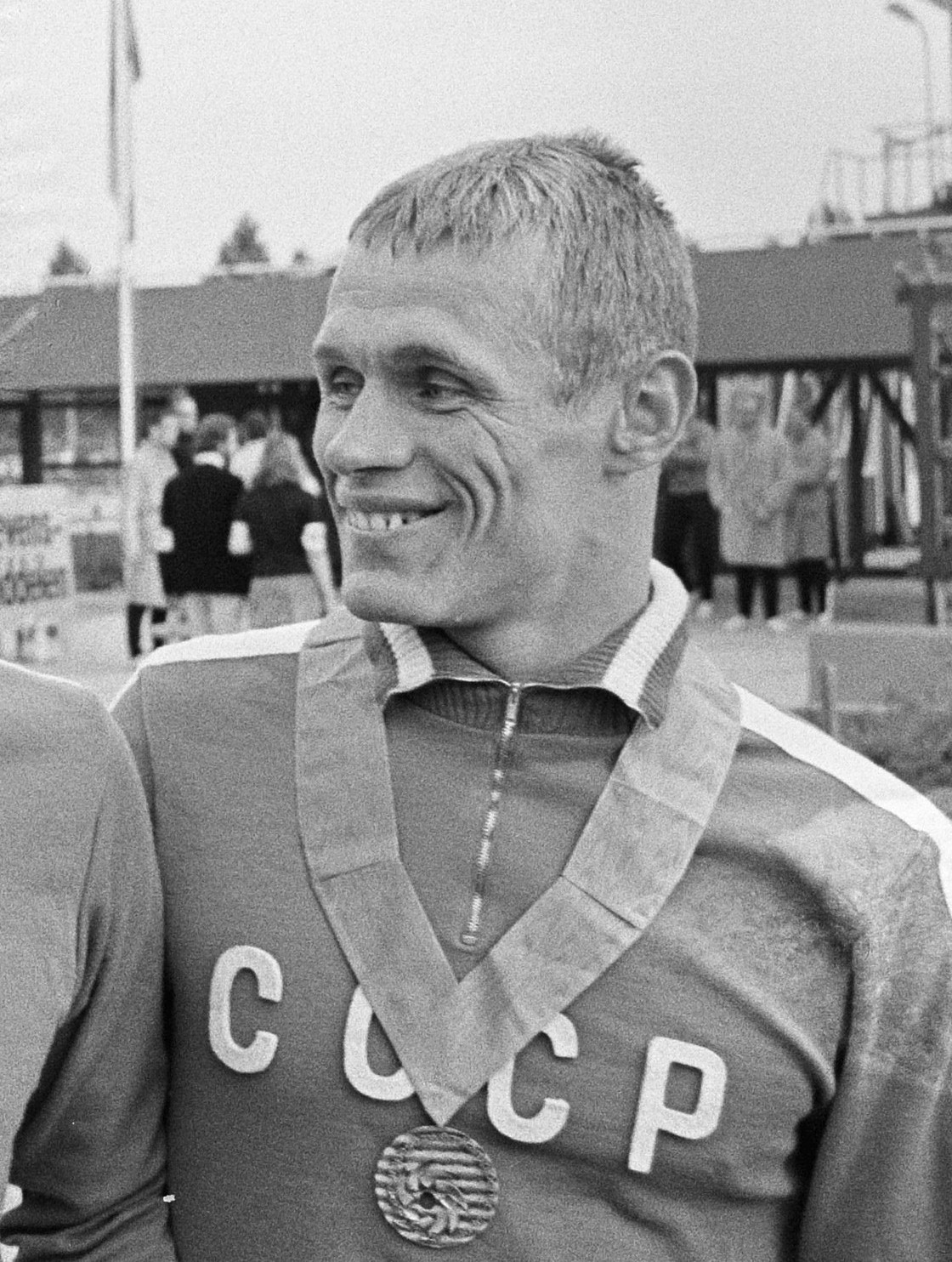
آناتولی اسکافرونسکی در سال ۱۹۶۶

آناتولی اسکافرونسکی (به انگلیسی: Anatoly Skavronsky) (زادهٔ ۱۹۴۰) شناگر اهل شوروی است.